# Epsilon Crucis
Epsilon Crucis is een rode reus in het sterrenbeeld Zuiderkruis op 228 lichtjaar afstand.